# Once (film)
Once är en irländsk film från 2006, skriven och regisserad av John Carney.
Filmen är regisserad av John Carney, tidigare medlem i bandet The Frames. The Frames frontman Glen Hansard spelar den manliga huvudrollen i filmen. Alla låtar som framförs är skrivna av Glen Hansard och hans dåvarande flickvän Markéta Irglová. Filmen är filmad med "hemma"-videokamera, inspelningen tog 17 dagar och utspelar sig i Dublin, Irland.
Once blev kritikerrosad då den kom ut och har belönats med många pris. Låten "Falling Slowly" från filmen vann en Oscar för bästa sång.